# Ucraina al Turkvision Song Contest
L'Ucraina ha partecipato a tutte le edizioni del Turkvision Song Contest a partire dal debutto del concorso nel 2013. La rete che cura le varie partecipazioni è la Kultura. Il miglior risultato è il 1º posto nel 2020.

## Partecipazioni
- Primo posto
- Secondo posto
- Terzo posto
- Ultimo posto

| Anno | Artista            | Canzone           | Posizione | Punti | Note  |
| ---- | ------------------ | ----------------- | --------- | ----- | ----- |
| 2013 | Fazile Ibrahimovai | Элмалым (Elmalım) | 3°        | 200   |       |
| 2014 | Natali Deniz       | "Sän benim"       | -         | -     | [ 1 ] |
| 2015 | Anna Mitioglo      | "Baaşla bana"     | 13°       | 148   |       |
| 2017 | Natalia Papazoglou | "Tikenli Yol"     |           |       | [ 2 ] |
| 2020 | Natalie Papazoglu  | "Tikenli yol"     | 1°        | 226   |       |